# 加拿大天主教教区列表
罗马天主教在加拿大设有18个教省，进一步分为52个教区和18个总教区，分别由主教和总主教管理。 

## 教区列表

### 埃德蒙顿教省
- 天主教埃德蒙顿总教区
  - 天主教卡尔加里教区
  - 天主教艾伯塔的圣保罗教区

### 加蒂诺教省
- 天主教加蒂诺总教区
  - 天主教埃默斯教区
  - 天主教蒙洛里愛教區
  - 天主教魯安-諾蘭達教區

### 格鲁阿尔-麦克伦南教省
- 天主教格鲁阿尔-麦克伦南总教区
  - 天主教馬更些-史密斯堡教區
  - 天主教怀特霍斯教区

### 哈利法克斯教省
- 天主教哈利法克斯-雅茅斯总教区
  - 天主教安蒂戈尼什教区
  - 天主教夏洛特敦教区

### 基維丁-勒佩斯教省
- 天主教基維丁-勒佩斯總教區
  - 天主教邱吉爾-哈德遜灣教區
  - 天主教穆索尼教区

### 金斯顿教省
- 金斯顿总教区
  - 天主教亞歷山德里亞-康沃爾教區
  - 天主教彼得伯勒教区
  - 天主教苏圣玛丽教区

### 蒙克顿教省
- 天主教蒙克顿总教区
  - 天主教巴瑟斯特教区
  - 天主教埃德門茨頓教區
  - 天主教圣约翰教区

### 蒙特利尔教省
- 天主教蒙特利尔总教区
  - 天主教若列特教区
  - 天主教圣让-隆格伊教区
  - 天主教圣热罗姆教区
  - 天主教瓦利菲爾德教區

### 渥太华教省
- 天主教渥太华总教区
  - 天主教赫斯特教区
  - 天主教彭布罗克教区
  - 天主教蒂明斯教区

### 魁北克教省
- 天主教魁北克总教区
  - 天主教希庫蒂米教區
  - 天主教聖安娜-德拉波卡捷爾教區
  - 天主教三河城教区

### 里贾纳教省
- 天主教里贾纳总教区
  - 天主教阿伯特王子城教区
  - 天主教萨斯卡通教区

### 里穆斯基教省
- 天主教里穆斯基总教区
  - 天主教貝科莫教區
  - 天主教加斯佩教区

### 圣波尼法爵教省
- 天主教圣波尼法爵总教区

### 纽芬兰的圣约翰斯教省
- 天主教纽芬兰的圣约翰斯总教区
  - 天主教大瀑布城教区
  - 天主教科納布魯克暨拉布拉多教區

### 舍布鲁克教省
- 天主教舍布鲁克总教区
  - 天主教尼科萊教區
  - 天主教聖亞森特教區

### 多伦多教省
- 天主教多伦多总教区
  - 天主教哈密尔顿教区
  - 天主教伦敦教区
  - 天主教圣凯瑟琳斯教区
  - 天主教桑德贝教区

### 温哥华教省
- 天主教温哥华总教区
  - 天主教坎卢普斯教区
  - 天主教納爾遜教區
  - 天主教乔治王子城教区
  - 天主教維多利亞教區

### 圣座直属
- 天主教温尼伯总教区

### 东方礼教区

#### 温尼伯教省（乌克兰希腊礼天主教会）
- 乌克兰希腊礼天主教温尼伯总教区
- 乌克兰希腊礼天主教埃德蒙顿教区
- 乌克兰希腊礼天主教新威斯敏斯特教区
- 乌克兰希腊礼天主教萨斯卡通教区
- 烏克蘭希臘禮天主教多倫多及加拿大東部教區

#### 圣座直属
- 马龙尼礼天主教蒙特利尔圣马龙教区（马龙尼礼教会）
- 默基特希腊礼天主教蒙特利尔圣救主教区（默基特希腊礼天主教会）
- 斯洛伐克希腊礼天主教多伦多圣济利禄圣梅笃丢斯教区（斯洛伐克希腊礼天主教会）
- 加色丁禮天主教多倫多聖亞岱教區（加色丁禮天主教会）
- 亞美尼亞禮天主教紐約納萊克聖母教區（亞美尼亞禮天主教會）
- 敘利亞禮天主教紐瓦克聖母解救教區（敘利亞禮天主教會）
- 羅馬尼亞禮天主教坎頓聖喬治教區（希臘禮天主教與合一的羅馬尼亞教會）

### 军中教长区
- 加拿大军中教长区